# The Frighteners
The Frighteners (prt: Agarrem-Me Esses Fantasmas; bra: Os Espíritos) é um filme neozelando-estadunidense de 1996, do gênero comédia de terror, dirigido por Peter Jackson, com roteiro dele e Fran Walsh.

## Sinopse
Médium charlatão cobra para "expulsar" fantasmas de casas mal-assombradas, até que se defronta com o espírito de um serial killer que voltou para continuar sua vida anterior.

## Elenco
- Michael J. Fox ....... Frank Bannister
- Trini Alvarado ....... Dra. Lucy Lynskey
- Peter Dobson ....... Ray Lynskey
- John Astin ....... O juiz
- Jeffrey Combs ....... Milton Dammers
- Dee Wallace ....... Patricia Ann Bradley
- Jake Busey ....... Johnny Charles Bartlett
- Chi McBride ....... Cyrus
- R. Lee Ermey ....... sargento Hiles
- Peter Jackson ....... homem com piercings
- Troy Evans ....... xerife Walt Perry
- Anthony Ray Parker ....... delegado